# Corneli Malatesta de Talamello
Corneli Malatesta de Sogliano o Corneli Malatesta de Talamello (Rímini, 1584 - Rímini, 1633) fou fill de Rambert IV Malatesta de Sogliano al que va succeir el 1615. Fou declarat desposseït de San Giovanni in Galilea, Sogliano, Montegelli, Rontagnano, Savignano di Rigo, Pietra dell'Uso, Montepetra, Spinello e Strigara perquè havien estat concedides a Rambert III Novello Malatesta de Sogliano per tres generacions. Va conservar el comtat de Talamello, i fou senyor de Seguno, Pratolina, Rufiano, Meleto, Sapeto, Cigna, Bucchio, Monteguidi, Pozzuolo Vallenzera, Sassetta i Soasia.
Va morir a Rimini el 1633. Va deixar un fill natural de nom Joan Baptista.